# Typhlotanais penicillatus
Typhlotanais penicillatus is een naaldkreeftjessoort uit de familie van de Typhlotanaidae. De wetenschappelijke naam van de soort is voor het eerst geldig gepubliceerd in 1882 door Sars.